# Letitia Stevenson

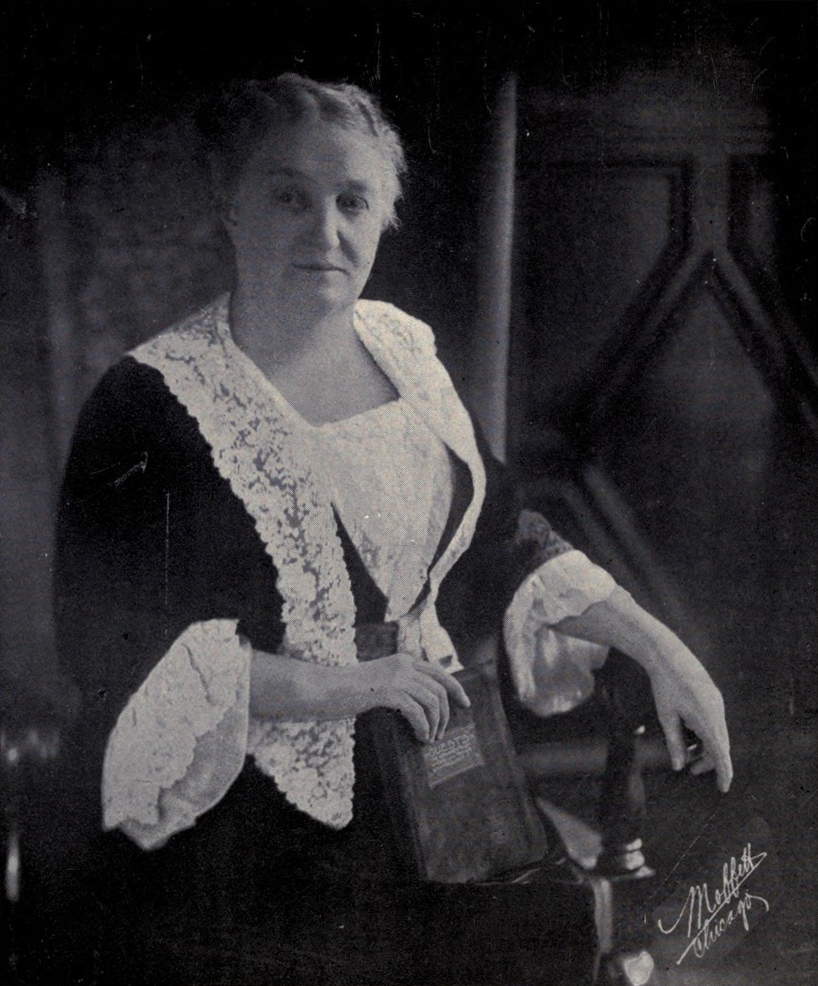
Letitia Green Stevenson (1910)

Letitia Green Stevenson (* 8. Januar 1843 in Allegheny County, Pennsylvania; † 25. Dezember 1913 in Bloomington, McLean County, Illinois) war die Ehefrau von Adlai E. Stevenson, dem US-amerikanischen Vizepräsidenten unter Grover Cleveland und dadurch Second Lady der Vereinigten Staaten.
Sie war die Tochter von Louis Warner Green, einem Reverend, und Mary Peachy Fry Green. Letitia Green heiratete am 20. Dezember 1866 Adlai E. Stevenson. Das Paar bekam zusammen 3 Kinder: 2 Töchter und einen Sohn. Sie war eine der Gründerinnen der Töchter der Amerikanischen Revolution, deren Präsidentin und veröffentlichte ein Buch über die Geschichte dieser Vereinigung. Da sie an Rheuma litt, war sie immer wieder gezwungen Bandagen an den Füßen zu tragen. Trotzdem wurde sie als „keen observer and judge of people, and a charming hostess“ beschrieben.
Sie wurde auf dem Evergreen Memorial Cemetery in Bloomington beigesetzt.